# DEGIMA
DEGIMA（英語: DEstination for Gpu Intensive MAchine、デジマ）は、日本の長崎大学が開発・設置したスーパーコンピュータの名称。

## 概要
DEGIMAは、長崎大学工学部先端計算研究センターによる、階層的なN体シミュレーション用のHPCクラスターである。名称の由来は長崎の出島から。超並列部門長 准教授 濱田剛が中心となり、GPUクラスター技術を使用して開発し、低予算、高性能、低消費電力を実現した。
DEGIMAは、InfiniBandインターコネクト経由で接続された144台のパーソナルコンピュータによるノードで構成されるクラスターシステムである。各ノードにはインテルCore 7 およびGT200 GPUチップを搭載したグラフィックカードが搭載されている。2009年にゴードン・ベル賞の価格性能賞を受賞し、2011年6月のTOP500では実効性能42.83TFLOPSで430位に、同月のGreen500では3位となった。

## 備考
当時の報道では、同時期に事業仕分けで議論となったスーパーコンピュータ「京」との比較で多く語られたが、GeForce系GPUはTeslaなどとは異なり、倍精度浮動小数点数演算において極端に性能が低下するため、科学計算用に設計された「京」と同列に論じることは適切ではない。また、GPGPU（General-Purpose computing on Graphics Processing Units）はGPUとCPU間のメモリ転送を必要とし、この転送が頻繁に行われるアプリケーションでは速度が低下する。特に複数のノード間でのデータのやりとりを行う場合、いったんCPU側のメモリにデータを転送することが必須である。このような構造は、CPUのみで構成された「京」や「Blue Gene」などとは異なり、アプリケーションを選ぶと当時は言われていた。
しかしながら、DEGIMAは商用GPUを用いた高性能計算の先駆的な試みであり、特にGPGPUの活用において重要な役割を果たした。このアーキテクチャは、後のAI、特にディープラーニングや大規模言語モデル（LLM）の発展において基盤となる技術であり、現代のAIスーパーコンピュータの設計にも影響を与えている。例えば、NVIDIAのDGXシリーズやProject DIGITSなど、GPUを中心とした高性能計算システムは、DEGIMAのような初期のGPGPUクラスタの設計思想を継承している。このように、DEGIMAはAI時代の計算基盤の原型として、技術的にも歴史的にも重要な位置づけを持つ。
現代のAI時代においては、AIを効率的に実行できるコンピュータこそが汎用計算機と考えることも可能である。一方で、倍精度浮動小数点演算を主とする従来のHPCアプリケーションに特化したコンピュータは、アプリケーション範囲が限定的であり、特定用途向けの専用計算機と考えることもできる。そもそもある計算機が汎用計算機か専用計算機かは、主張する人による主観的な問題であろう。
DEGIMAは、商用GPUを活用した高性能計算の先駆的な試みとして、GPGPUの可能性を示し、後のAIやディープラーニングの発展において基盤となる技術の道を切り開いた。このように、DEGIMAはAI時代の計算基盤の原型として、技術的にも歴史的にも重要な位置づけを持つ。